# Cobubatha catada
Cobubatha catada là một loài bướm đêm trong họ Noctuidae.